# Ceratophrys cranwelli
Ceratophrys cranwelli, és una espècie de granota de la família Leptodactylidae, també anomenat granota del Chaco, és una granota terrestre endèmica de la regió del Chaco sec, de l'Argentina.

## Característiques
Com la majoria dels membres del gènere Ceratophrys, els adults solen mesurar entre 8 i 13 centímetres de llarg i pesar fins a 500 grams.
La granota de Cranwell és nocturna. Són animals carnívors, i s'alimenten principalment d'insectes, altres granotes, rosegadors i peixos. Posseeix una boca i una mandíbula molt grans que li permet alimentar-se de preses molt grans.

## Distribució i hàbitat
Es pot trobar en gran varietat d'hàbitats com boscos humits, sabanes, zones de pastures i boscos secs. També se la pot trobar en zones afectades per la presència humana com zones agrícoles i pastures, sempre i quan, hi hagi aigua.
Té una amplia distribució a través d'Amèrica del Sud, des de l'est de Bolívia i el nord d'Argentina, fins al sud del Brasil i el Paraguai.

## Reproducció
La seva època de reproducció transcorre entre la primavera i l'estiu. Les femelles ponen aproximadament uns 200 ous a l'aigua. Les larves són carnívores i es poden alimentar tant de peixos com d'altres granotes.

## Conservació
L'espècie es troba en estat de conservació poc preocupant. La seva població està en decreixement degut bàsicament a la persecució humana per la creença que es verinosa i també degut a la captura pel comerç de mascotes.